# 작은와포자충

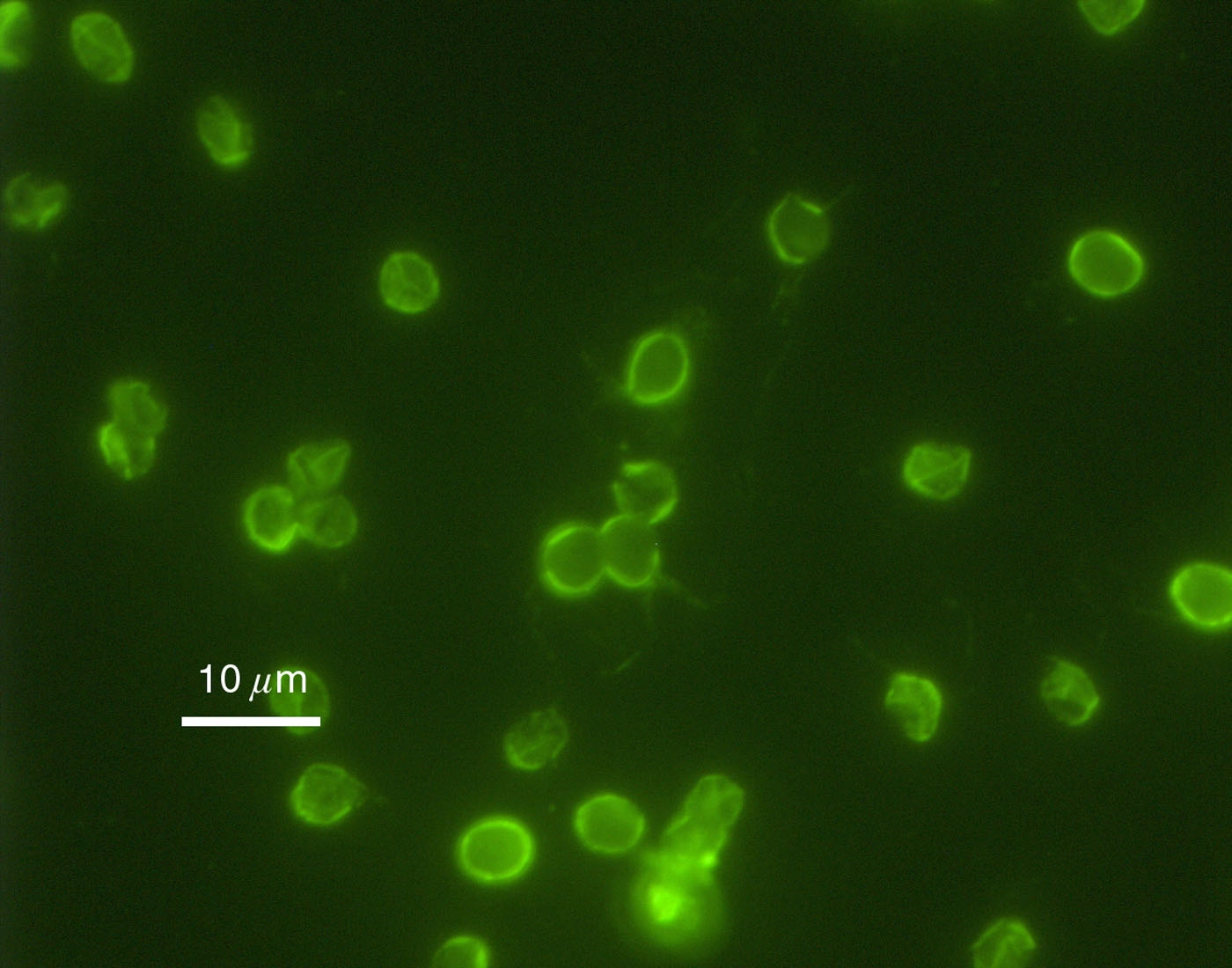

작은와포자충(크립토스포리디움 파르붐, Cryptosporidium parvum)은 포유류 장의 기생충 질환인 크립토스포리디움증을 유발하는 여러 종 중 하나이다.
감염의 주요 증상은 급성, 수양성, 비혈액성 설사이다. 감염은 설사가 하루에 10~15회 발생할 수 있는 면역 저하 환자에게 특히 중요하다. 다른 증상으로는 식욕부진, 메스꺼움/구토, 복통 등이 있을 수 있다. 장외 부위에는 폐, 간, 담낭이 포함되며, 각각 호흡기 크립토스포리디움증, 간염, 쓸개염을 유발한다.
감염은 대변-구강 경로를 통해 전염되는 포자화된 난모낭을 섭취함으로써 발생한다. 건강한 인간 숙주의 경우 평균 감염량은 132개의 난모낭이다. 일반적인 작은와포자충의 생활주기는 속의 다른 구성체들과 공유된다. 포자소체와 메로소체에 의한 회장 장세포의 정점 끝 부분의 침입은 질병에서 보이는 병리를 유발한다.
면역능력이 있는 사람의 경우 감염은 일반적으로 자가 제한적이다. AIDS 환자나 면역억제 치료를 받고 있는 환자와 같이 면역력이 저하된 환자의 경우 감염은 자가 제한되지 않아 탈수증을 일으키고 심한 경우 사망에 이를 수 있다.